# Pardasówka (Sabaudia)
Pardasówka – część wsi Sabaudia w Polsce, położona w województwie lubelskim, w powiecie tomaszowskim, w gminie Tomaszów Lubelski.
W latach 1975–1998 Pardasówka administracyjnie należała do województwa zamojskiego.
Wierni Kościoła rzymskokatolickiego należą do parafii Zwiastowania Najświętszej Maryi Panny w Tomaszowie Lubelskim.